# Guioa mareensis
Guioa mareensis är en kinesträdsväxtart som beskrevs av A. Guillaumin. Guioa mareensis ingår i släktet Guioa och familjen kinesträdsväxter. Inga underarter finns listade i Catalogue of Life.